# Samuel Watson (Kletterer)
Samuel „Sam“ Watson (* 27. Februar 2006 in Southlake, Texas) ist ein US-amerikanischer Sportkletterer, der sich aufs Speedklettern spezialisiert hat. Er stellte mehrere Weltrekorde auf und gewann bei den Olympischen Sommerspielen 2024 in Paris Bronze.

## Karriere
Watson begann mit fünf Jahren zu klettern. Mit neun Jahren trat er dem regionalen Team in Texas bei. 2021 stellte er einen neuen nationalen Rekord auf, ein Jahr später trat er der amerikanischen Nationalmannschaft bei.
2021 wurde Watson bei der Jugend-Weltmeisterschaft in Voronezh Zweiter. Bei der Jugend-Weltmeisterschaft 2022 in Dallas wurde er Dritter.
Sein erster Weltcup war 2022 in Seoul; er erreichte den 16. Platz. Im selben Jahr gewann er in Edinburgh seine erste Weltcup-Goldmedaille. Damit war er mit 16 Jahren der jüngste Kletterer, der an einem Kletterweltcup den ersten Platz erreicht hat. 2022 wurde Watson nationaler Meister.
Im Oktober 2023 gewann er bei den Panamerikanischen Spielen und sicherte sich zugleich die Qualifikation für die Olympischen Sommerspiele 2024 in Paris.
Am 12. April 2024 gelang es ihm, den Weltrekord von Veddriq Leonardo zu unterbieten, indem er die Route in 4,85 Sekunden kletterte. Am gleichen Tag konnte er mit 4,79 Sekunden seine Rekordzeit nochmals verbessern.
Bei den Olympischen Sommerspielen 2024 unterbot er in der Qualifikation erst den kurz zuvor von Veddriq Leonardo auf 4,92 Sekunden gesenkten olympischen Rekord knapp mit 4,91 Sekunden und stellte anschließend mit 4,75 Sekunden einen neuen Weltrekord auf. Im Viertelfinale setzte er sich gegen Julian David durch, unterlag im Halbfinale jedoch Wu Peng um sieben Hundertstel. Im kleinen Finale gegen Reza Alipour sicherte er sich mit einem weiteren Weltrekord von 4,74 Sekunden die Bronzemedaille.
Beim Weltcup in Bali unterbot er seine Bestzeit im Halbfinale auf 4,67 Sekunden und im Finale auf 4,64 Sekunden.